# Mogens Zieler

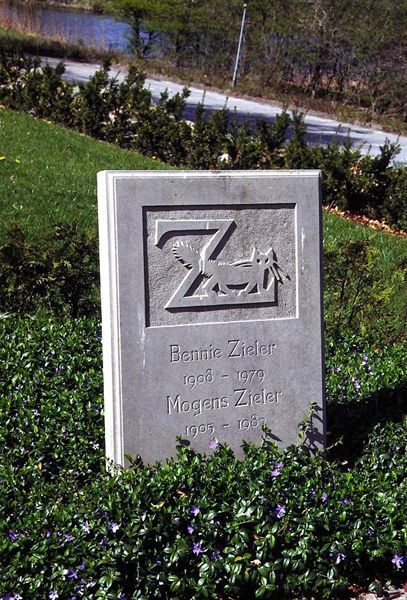
Gravsten över Mogens Zieler och hans hustru vid Vaer kirke, Stensballe Horsens.

Mogens Holger Zielier, född 6 mars 1905 i Köpenhamn, död 17 mars 1983 i Odder, var en dansk målare, grafiker och illustratör.

## Biografi
Zieler var son till en sjöofficer och började måla redan som barn. Efter avslutad skolgång var han elev hos Harald Giersing 1926 - 27 och Karl Larsen 1928. Han studerade också vid i Det Kongelige Danske Kunstakademi 1927 - 32.
Zieler företog 1939-40 en studieresa till Fjärran Östern där han besökte Java, Bali och Celebes, vilken senare satte spår i hans konstnärliga arbete, där flickor på Bali och uppdragna svartvita fiskebåtar på Celebes' kust var återkommande motiv i hans arbeten.
Ett färgstarkt primitivistiskt maner och en humoristisk uppfattning präglar hans bilder av människor och djur, interiörer och landskap. 
Zieler debuterade som konstnär på Konstnärernas Höstutställning 1926 i Köpenhamn. Samma år anslöt han sig till C M Woels förlag, och inledde därmed sin sekundära, men unika karriär som bokillustratör, där han kom att bli någon som inte bara illustrerade böcker. 
Zieler har inrett festsalen i Risskov skola 1960 - titel: Nattens bortgående stjärnor trumpetar för den frambrytande solen. Han var under många år bosatt i Sondrup Bakker nära Horsens, där han fann sina motiv.

## Uppmärksamhet
Zieler tilldelades Eckersbergmedaljen 1954. Retrospetiva utställningar av hans arbeten hölls 1958 i Köpenhamn och 1965-65 i Århus. En omfattande samling av hans verk finns på museet i Horsens.